# Марк Моверс
Марк Моверс (англ. Mark Mowers, нар. 16 лютого 1974, Декейтер) — американський хокеїст, що грав на позиції центрального нападника. Грав за збірну команду США.

## Ігрова кар'єра
Хокейну кар'єру розпочав 1993 року.
Протягом професійної клубної ігрової кар'єри, що тривала 14 років, захищав кольори команд «Нашвілл Предаторс», «Детройт Ред-Вінгс», «Мальме Редгокс», «Фрібур-Готтерон», «Бостон Брюїнс», «Анагайм Дакс» та «Берн».
Загалом провів 281 матч у НХЛ, включаючи 3 гри плей-оф Кубка Стенлі.
Виступав за збірну США, провів 7 ігор в її складі на чемпіонаті світу 2002 року.

## Статистика

### Клубні виступи
| Сезон        | Клуб                     | Ліга         | Регулярний сезон | Регулярний сезон | Регулярний сезон | Регулярний сезон | Регулярний сезон | Плей-оф | Плей-оф | Плей-оф | Плей-оф | Плей-оф |
| Сезон        | Клуб                     | Ліга         | І                | Г                | П                | О                | ШХ               | І       | Г       | П       | О       | ШХ      |
| ------------ | ------------------------ | ------------ | ---------------- | ---------------- | ---------------- | ---------------- | ---------------- | ------- | ------- | ------- | ------- | ------- |
| 1993–94      | «Дубюк Файтінг Сейнтс»   | ХЛСШ         | 47               | 51               | 31               | 82               | 52               | —       | —       | —       | —       | —       |
| 1994–95      | Університет Нью-Гемпшира | СХА          | 36               | 13               | 23               | 36               | 16               | —       | —       | —       | —       | —       |
| 1995–96      | Університет Нью-Гемпшира | СХА          | 34               | 21               | 26               | 47               | 18               | —       | —       | —       | —       | —       |
| 1996–97      | Університет Нью-Гемпшира | СХА          | 39               | 26               | 32               | 58               | 52               | —       | —       | —       | —       | —       |
| 1997–98      | Університет Нью-Гемпшира | СХА          | 35               | 25               | 31               | 56               | 32               | —       | —       | —       | —       | —       |
| 1998–99      | «Нашвілл Предаторс»      | НХЛ          | 30               | 0                | 6                | 6                | 4                | —       | —       | —       | —       | —       |
| 1998–99      | «Мілвокі Едміралс»       | МХЛ          | 51               | 14               | 22               | 36               | 24               | 1       | 0       | 0       | 0       | 0       |
| 1999–00      | «Мілвокі Едміралс»       | МХЛ          | 23               | 11               | 15               | 26               | 34               | —       | —       | —       | —       | —       |
| 1999–00      | «Нашвілл Предаторс»      | НХЛ          | 41               | 4                | 5                | 9                | 10               | —       | —       | —       | —       | —       |
| 2000–01      | «Мілвокі Едміралс»       | МХЛ          | 63               | 25               | 25               | 50               | 54               | 5       | 1       | 2       | 3       | 2       |
| 2001–02      | «Нашвілл Предаторс»      | НХЛ          | 14               | 1                | 2                | 3                | 2                | —       | —       | —       | —       | —       |
| 2001–02      | «Мілвокі Едміралс»       | АХЛ          | 45               | 19               | 20               | 39               | 34               | —       | —       | —       | —       | —       |
| 2002–03      | «Гранд Рапідс Гріффінс»  | АХЛ          | 78               | 34               | 47               | 81               | 47               | 15      | 3       | 4       | 7       | 4       |
| 2003–04      | «Гранд Рапідс Гріффінс»  | АХЛ          | 16               | 8                | 6                | 14               | 4                | —       | —       | —       | —       | —       |
| 2003–04      | «Детройт Ред-Вінгс»      | НХЛ          | 52               | 3                | 8                | 11               | 4                | —       | —       | —       | —       | —       |
| 2004–05      | «Мальме Редгокс»         | ШХЛ          | 9                | 2                | 0                | 2                | 0                | —       | —       | —       | —       | —       |
| 2004–05      | «Фрібур-Готтерон»        | НЛА          | 3                | 2                | 0                | 2                | 0                | —       | —       | —       | —       | —       |
| 2005–06      | «Детройт Ред-Вінгс»      | НХЛ          | 46               | 4                | 11               | 15               | 16               | 3       | 0       | 0       | 0       | 0       |
| 2006–07      | «Бостон Брюїнс»          | НХЛ          | 78               | 5                | 12               | 17               | 26               | —       | —       | —       | —       | —       |
| 2007–08      | «Анагайм Дакс»           | НХЛ          | 17               | 1                | 0                | 1                | 8                | —       | —       | —       | —       | —       |
| 2007–08      | «Берн»                   | НЛА          | 10               | 2                | 4                | 6                | 8                | —       | —       | —       | —       | —       |
| 2008–09      | «Фрібур-Готтерон»        | НЛА          | 23               | 3                | 8                | 11               | 26               | 5       | 2       | 2       | 4       | 4       |
| 2009–10      | «Фрібур-Готтерон»        | НЛА          | 42               | 13               | 25               | 38               | 20               | 7       | 3       | 2       | 5       | 6       |
| 2010–11      | «Фрібур-Готтерон»        | НЛА          | 28               | 6                | 8                | 14               | 38               | 1       | 0       | 0       | 0       | 0       |
| Усього в НХЛ | Усього в НХЛ             | Усього в НХЛ | 278              | 18               | 44               | 62               | 70               | 3       | 0       | 0       | 0       | 0       |

### Збірна
| Рік                | Команда            | Турнір             | Місце              | І | Г | П | О | ШХ |
| ------------------ | ------------------ | ------------------ | ------------------ | - | - | - | - | -- |
| 2002               | США                | ЧС                 | 7-е                | 7 | 1 | 2 | 3 | 4  |
| Національна збірна | Національна збірна | Національна збірна | Національна збірна | 7 | 1 | 2 | 3 | 4  |